# ویژنیتسه (ناحیه ییهلاوا)
ویژنیتسه (به چکی: Věžnice) یک منطقهٔ مسکونی در جمهوری چک است که در ناحیه ییهلاوا واقع شده‌است. ویژنیتسه ۴٫۸۸ کیلومتر مربع مساحت و ۱۵۴ نفر جمعیت دارد و ۵۶۵ متر بالاتر از سطح دریا واقع شده‌است.